# Nebusaradan

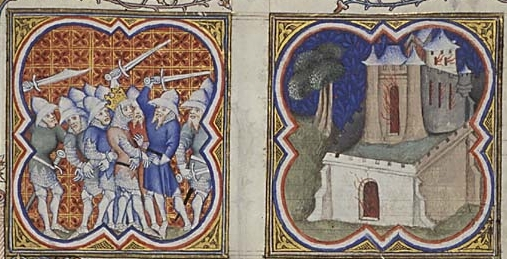
Zerstörung von Tempel und Palast durch Nebusaradan in einer mittelalterlichen Buchillustration

Nebusaradan (hebräisch נְבוּזַרְאֲדָן nəvûzar’ǎdān) war laut 2. Buch der Könige 25, 8  Oberster der Leibgarde des babylonischen Königs Nebukadnezar. In dieser Funktion führte er das babylonische Heer an, welches 587 v. Chr. Jerusalem eroberte, den Tempel zerstörte und die Oberschicht Judas nach Babylon verschleppte.

## Erwähnung in der Bibel
Am Ende des 2. Buchs der Könige wird von der Zerstörung Jerusalems zur Zeit Zedekias, des letzten Königs von Juda durch babylonische Truppen unter der Führung des Nebusaradan berichtet:

„Am siebenten Tage des fünften Monats, das ist das neunzehnte Jahr Nebukadnezars, des Königs von Babel, kam Nebusaradan, der Oberste der Leibwache, der Knecht des Königs von Babel, nach Jerusalem und verbrannte das Haus des HERRN und das Haus des Königs und alle Häuser in Jerusalem; alle großen Häuser verbrannte er mit Feuer. Und die ganze Heeresmacht der Chaldäer, die bei dem Obersten der Leibwache war, riss die Mauern Jerusalems nieder.“

Im Folgenden wird berichtet, wie Nebusaradan die Reste der Oberschicht Judas deportieren und lediglich einen Teil der armen Leute als Wein- und Ackerbauern im Land zurückließ. Die heiligen Gegenstände des Tempels wurden geplündert und zerbrochen. Nebusaradan selbst nahm laut 2. Kön 25,15  davon alles, was aus Gold oder Silber gemacht war.
Neben dem 2. Buch der Könige wird Nebusaradan auch im Buch des Propheten Jeremia erwähnt. In Jeremia 39, 11–14  und 40, 1–5  wird berichtet, wie Nebusaradan nach der Eroberung Jerusalems vom König den Befehl erhielt, Jeremia kein Leid anzutun. Daraufhin ließ Nebusaradan Jeremia aus dem Wachthof holen, wo die Gefangenen festgehalten wurden, und zu Gedalja gehen, wohin er ihm Wegzehrung und Geschenke mitgab. Am Ende des Jeremiabuches wird Nebusaradan nochmals kurz erwähnt als Oberster der Leibgarde, der bei der Eroberung Jerusalems 745 Menschen als dritte Gruppe der Deportierten aus Juda weggeführt habe (Jeremia 52,30 ).
| Personendaten    | Personendaten                        |
| ---------------- | ------------------------------------ |
| NAME             | Nebusaradan                          |
| ALTERNATIVNAMEN  | Nabu-zar-iddin                       |
| KURZBESCHREIBUNG | Oberster der Leibgarde Nebukadnezars |
| GEBURTSDATUM     | 7. Jahrhundert v. Chr.               |
| STERBEDATUM      | 6. Jahrhundert v. Chr.               |